# 妻木頼矩
妻木 頼矩（つまぎ よりのり）は、江戸時代末期の旗本。常陸妻木氏8代当主で、石高は500石。

## 経歴
甲府学問所学頭、目付、大目付等を歴任し、慶応4年（1868年）1月9日、徳川慶喜が大坂城を退去したのちの引渡し役を務めた。尾張藩・越前藩の立会いの上徳山藩・岩国藩兵に引渡したが、本丸御殿台所より火の手が上がり城は全焼してしまった。明治2年（1869年）静岡藩権大参事となった。廃藩置県後は横浜毎日新聞初代主筆を務めた後に文部省、宮内省と歴任した後、帝室博物館で日本美術の調査にあたった。明治24年、67歳で没した。墓所は広尾の祥雲寺。